# ガスト式

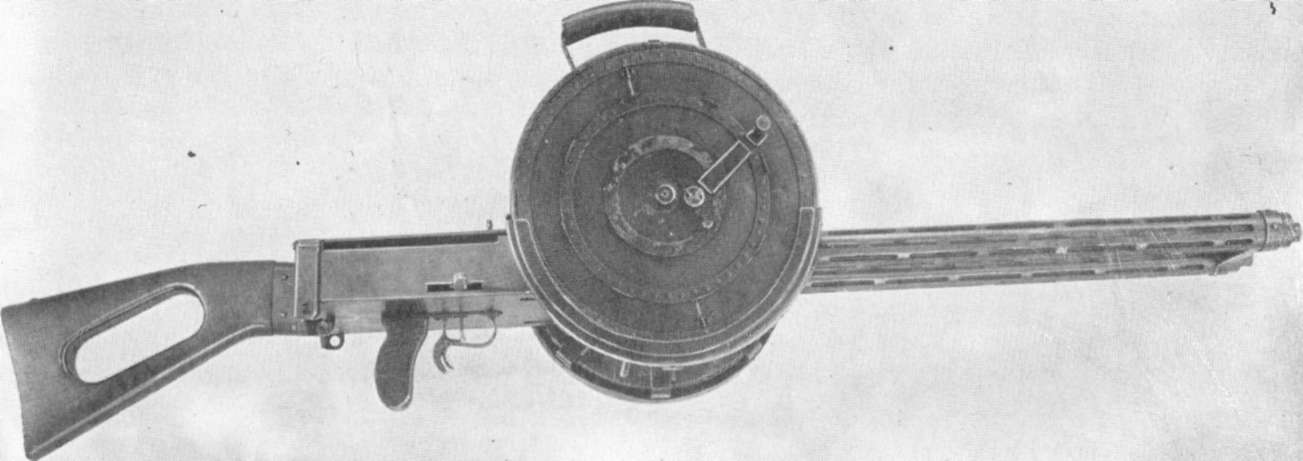
ドラムマガジン付ガスト式機関銃

ガスト式（ガストしき）は、主に航空機搭載の機関砲駆動方式である。

## 概要
原理は第一次世界大戦末期の1918年にドイツのカール・ガスト（Karl Gast）が開発した7.92mm GAST機銃だが、実戦には間に合わなかった。なお、ガストの故郷ドイツではこの方式を採用した機関銃や機関砲が後に開発されることは無かった。
駆動原理は、2丁の機関砲がシーソー状のリンクで平行連結され、交互に装填・発射を繰り返す事で高速発射を実現している。そのため、砲身が2本あり、連装砲に見えるが、2砲身で1門である。実用化されたガスト式機関砲には、反動利用方式＝リコイル式が使用されている。
「ガトリング砲式機関砲（主に米国が採用）よりは軽量・構造的に単純で信頼性が高く、リヴォルヴァーカノン式機関砲（主にEU諸国が採用）より発射速度において勝る」という長所がある（使用弾薬の口径も両者の中間サイズ）。ただし、実在のガスト式機関砲のGSh-23およびGSh-30-2は口径の割に非常に軽量である。
開発元のドイツでは採用されず、現在はソビエト連邦/ロシア連邦で23mm・30mm口径などで採用されている。